# FC 오사카
FC 오사카(FC大阪 Football Club Osaka)는 오사카부 히가시오사카시에 위치한 일본의 축구 클럽으로, 운영 모체는 R-dash이다. 2023년 현재 일본 J3리그에 참여하고 있다. 프로화를 목표로 두고 있으며, 팀 내에 프로 계약을 맺은 선수도 존재하고 있다. 마카오의 축구팀 스포르팅 클루비 지 마카우와 파트너십을 맺고 있다.

## 역사
FC 오사카는 1996년 일본의 주식회사 R-dash의 사원들에 의해 창설되었다. 2007년 오사카 부 사회인 축구 리그 1부에서 우승하였으며, 2010년에는 전일본 사회인 축구 리그에 출전하였다.
2012년 간사이 축구 리그 2부에 참가하였고, 개막전부터 10연승을 기록하였다. 최종 13승 1무 무패로 시즌을 마감하고, 간사이 1부로 승격하였다. 2013년 간사이 1부에서도 12승 2무 무패로 시즌을 마감하며 우승을 차지하였으며, 전일본 지역 축구 리그 결승 대회에 진출하였다. 2014년 다시 전국 지역 축구 리그 결승 대회에 진출하여 준우승을 차지하였고, 12월 10일 일본 풋볼 리그 이사회로부터 가입 승인을 받아냈다.
2015년 천황배 1라운드에서 세레소 오사카를 꺾는 이변을 연출하였다.
2022년 그들은 J3리그로 승격했다.

## 수상
- 간사이 축구 리그 1부
  - 우승 (1회) : 2013
- 간사이 축구 리그 2부
  - 우승 (1회) : 2012
- 오사카 축구 리그 1부
  - 우승 (4회) : 2007, 2009, 2010, 2011
- 전일본 사회인 축구 선수권 대회
  - 우승 (1회) : 2014

## 선수 명단

### 현역
참고: FIFA 자격 규정에 따라 소속된 국가대표팀 국기를 표시합니다. 선수는 복수의 FIFA 비회원국 국적을 가지고 있을 수 있습니다.
| 번호 | 포지션 | 국적 | 이름          |
| ---- | ------ | ---- | ------------- |
| 6    | DF     |      | 다치노 슌스케 |

| 번호 | 포지션 | 국적       | 이름                  |
| ---- | ------ | ---------- | --------------------- |
| 99   | MF     | 말레이시아 | 무하마드 빈 아부 카릴 |